# Тениска сезона Новака Ђоковића у 2010. години
Сезону 2010. Ђоковић је започео на егзибиционом турниру у Кујонгу, предграђу Мелбурна. У полуфиналу га је поразио Шпанац Фернандо Вердаско. Први званични турнир на коме је Ђоковић играо био је први гренд слем сезоне, Отворено првенство Аустралије. У четвртфиналу га је победио француски тенисер Жо-Вилфрид Цонга, након пет сетова, 6:7(8), 7:6(5), 6:1, 3:6, 1:6. Као разлоге пораза Ђоковић је навео стомачне проблеме, које је имао и пре меча и који су били евидентни на почетку четвртог сета. Упркос томе, Ђоковић је 1. фебруара достигао свој најбољи пласман у дотадашњој каријери, другу позицију на АТП листи.
На АТП 500 турниру у Ротердаму Ђоковић је стигао до полуфинала, где га је после два тај-брејка елиминисао Рус Михаил Јужни. Прилику да му се реваншира Србин је добио већ на следећем турниру, у Дубаију, и то у финалу. Однео је победу са 7:5, 5:7, 6:3 и тако по први пут одбранио титулу на неком турниру. У првом колу Светске групе Дејвис купа, одржаном у Београду, састајале су се репрезентације Србије и САД. Ђоковић је свом тиму донео два бода победама над Семом Кверијем (3:1) и Џоном Изнером (3:2).
На прва два турнира из Серије 1000 Ђоковић није постигао запажене резултате. На Мастерсу у Индијан Велсу изгубио је у осмини финала од каснијег победника Ивана Љубичића (5:7, 3:6). После тога је учествовао на Мастерсу у Мајамију, али је испао изненађујуће рано, већ у другом колу, од Белгијанца Оливија Рохуса (2:6, 7:6(7), 4:6).
Сезону на шљаци Ђоковић је почео турниром у Монте Карлу. Победио је Флорена Серу, Станисласа Вавринку и Давида Налбандијана, пре пораза од Фернанда Вердаска у полуфиналу (2:6, 2:6). Вердаско је идентичним резултатом победио Србина и у четвртфиналу следећег Мастерса, у Риму.
Ђоковић је затим бранио титулу у свом родном граду Београду, али је заустављен у четвртфиналном мечу, када је због алергије био принуђен да преда сународнику Филипу Крајиновићу при резултату 4:6. Следеће недеље није учествовао на турниру у Мадриду из истог разлога
Рафаел Надал је 15. маја претекао Ђоковића на АТП листи и поново постао други играч света.
Следећи турнир за Ђоковића био је други гренд слем сезоне, Ролан Гарос. Почео га је победом над Јевгенијем Корољовим, који представља Казахстан, са 6:1, 3:6, 6:1, 6:3. У другом колу је савладао јапанског тенисера Кеја Нишикорија са 6:1, 6:4, 6:4; у трећем је поразио Румуна Виктора Ханескуа са 6:3, 3:6, 6:3, 6:2, затим у четвртом колу и мини-изненађење турнира, америчког играча Робија Џинеприја, резултатом 6:4, 2:6, 6:1, 6:2. Ипак, у четвртфиналу бива поражен од аустријског тенисера Јиргена Мелцера, 22. носиоца, у пет сетова, упркос убедљивој предности од 2:0 у сетовима и раном брејку предности у трећем. Меч је завршен резултатом 6:3, 6:2, 2:6, 6:7(3), 4:6.
На свом првом турниру сезоне на травнатој подлози, у Лондону, у Квинс клабу, као други носилац у четвртфиналу је изгубио од Гзавијеа Малиса, белгијског тенисера, 3:6, 6:4, 2:6. На истом турниру је освојио прву титулу у конкуренцији парова, са Израелцем Јонатаном Ерлихом. У финалу су победили чешко-словачку комбинацију, Радека Штјепанека и Карола Бека.
Дана 21. јуна је почео трећи гренд слем сезоне, Вимблдон, на ком је Ђоковић био постављен за трећег носиоца. У првом колу је доживео маратонски меч са Белгијанцем Оливијеом Рохусом. Победио је тек након пет сетова, и то у мечу који се завршио по локалном времену у 23 часова, шта га чини најкасније завршеним мечом у дугогодишњој историји Вимблдона. Разултат је гласио: 4:6, 6:2, 3:6, 6:4, 6:2. Уследиле су убедљиве победе над Американцем Тејлором Дентом, Шпанцем Албертом Монтањесом, Аустралијанцем Лејтоном Хјуитом, и највећим изненађењем мушког дела турнира, тенисером из Кинеског Тајпеха, Јен-Хсун Луом. У полуфиналу је изгубио од Чеха Томаша Бердиха са 3:6, 6:7(9), 3:6.
Након Вимблдона, на ред је дошао Дејвис куп и четвртфинални меч престижног такмичења против Хрватске. Тродневни сусрет је одигран у Сплиту, у Спаладиум арени. Ђоковић је добио оба своја меча са максималних 3:0, против Ивана Љубичића и Марина Чилића, а српска репрезентација је обезбедила пласман у полуфинале.
Уследила су два турнира Мастерс 1000 серије у канадском граду Торонту и америчком граду Синсинатију. У Канади Ђоковић губи у полуфиналу од Швајцарца Роџера Федерера, резултатом 1:6, 6:3, 5:7. На том турниру Ђоковић је учествовао и у конкуренцији парова, заједно са првим тенисером на АТП листи, Рафаелом Надалом. Иако су тај пар чинили, у том тренутку, два најбоља тенисера света, они бивају поражени већ у првом колу, и то од двојице Канађана црногорског и словачког порекла, Милоша Раонића и Вашека Поспишила.
У Синсинатију, у четвртфиналу, Ђоковић губи од Ендија Родика.
Крајем августа почео је последњи гренд слем турнир у сезони, Отворено првенство САД. Иако је Ђоковић био сматран за трећег фаворита турнира, већ у првом колу се суочио са испадањем. Противник му је био друг из детињства и колега из репрезентације Виктор Троицки. Након много обрта, Ђоковић из меча излази као победник. Коначан резултат је гласио 6:3, 3:6, 2:6, 7:5, 6:3. Тај меч су пратиле убедљиве победе са 3:0 против немачког тенисера Филипа Печнера, домаћих тенисера Џејмса Блејка и Мардија Фиша и 17. носиоца турнира, Француза Гаела Монфиса. У полуфиналу, Ђоковић је спасао две меч-лопте против Роџера Федерера, дошавши до победе од 5:7, 6:1, 5:7, 6:2, 7:5 и успевши да се пласира у своје треће финале на гренд слем турнирима. Овом победом је постао други тенисер, поред Рафаела Надала, који је остварио две победе против Федерера на гренд слем турнирима. У свом другом финалу на овом турниру поново бива поражен, овога пута од Надала, резултатом 4:6, 7:5, 4:6, 2:6.
Након тога, у Београду, Србија је у полуфиналу Дејвис купа поразила Чешку резултатом 3:2, а Ђоковић је играо два меча — у паровима је заједно са Ненадом Зимоњићем изгубио од Томаша Бердиха и Радека Штјепанека, а у трећем мечу појединачне конкуренције је савладао Бердиха резултатом 3:1. На првом турниру азијске турнеје, у Пекингу, Ђоковић је успео да одбрани титулу из претходне године, победом у финалу над Давидом Ферером. На Шангај мастерсу, у полуфиналу, губи од Федерера. Учешће на турниру у Базелу, где је бранио титулу, Ђоковић је завршио у финалу, где га је Швајцарац победио други пут за редом. У Паризу је у позицији да брани још једну титулу, али у трећем колу губи од домаћег тенисера, Микела Љодре.
Четврту сезону заредом Ђоковић је успео да се пласира на завршни шампионат АТП-а, и то као трећи тенисер света. У првом мечу у групи лако је победио Томаша Бердиха са 6:3, 6:3. У наредном мечу, против првог носиоца Надала, не успева да дође до победе. Тријумфом над Ендијем Родиком са 6:2, 6:3, остварује пласман у полуфинале. Трећи пут заредом губи од каснијег шампиона, Роџера Федерера, овога пута резултатом 1:6, 4:6.
По први пут се заједно са репрезентацијом Србије нашао у финалу Дејвис купа против репрезентације Француске у Београдској арени. У свом првом мечу, против Жила Симона, без већих проблема доноси бод репрезентацији, победом од 6:3, 6:1, 7:5. Након заостатка Србије 1:2, изједначује резултат тријумфујући над Монфисом 6:2, 6:2, 6:4. На крају је Виктор Троицки остварио одлучујућу победу и тако донео Србији прву титулу. Ђоковић је у току 2010. у мечевима за репрезентацију остварио 7 победа у исто толико мечева (у појединачној конкуренцији).
Годину је четврти пут заредом завршио на трећем месту АТП листе, иако је у току сезоне 26 недеља боравио на другом месту. Остварио је однос победа и пораза 61:18 (77%). Освојио је два турнира — Дубаи и Пекинг, оба из Серије 500.
По други пут га Олимпијски комитет Србије проглашава за најуспешнијег мушког спортисту, а добија и награду златна значка као српски спортиста године.